# الطريق السريع 75 (السعودية)
الطريق السريع رقم 75 هُو طريق سريع يقع وسط المملكة العربية السعودية ويمُر عبر مُحافظات الخرخير والأحساء والنعيرية. يبدأ الطريق من الخرخير في منطقة نجران، ويسير شمالا حتى بلدة حرض في مُحافظة الأحساء، مُرورا عبر مدينة العضيلية، مع تقاطعه مع الطريق السريع رقم 10. ثم يأخذ الطريق مساره نحو الشمال الشرقي إلى غاية التقائه بالطريق السريع رقم 615 ثم يتجه نحو الشمال الغربي إلى غاية شمال غرب مدينة الهفوف، ثم يتجه نحو الشمال الغربي قاطعا الطريق رقم 40 مرورا بهجر عريعرة والنعيرية، إلى أن يُنهي مساره عند تقاطعه مع الطريق السريع رقم 95.